# Karlik Shan
Karlik Shan (kinesiska: 哈尔里克山) är ett berg i Kina. Det ligger i den autonoma regionen Xinjiang, i den nordvästra delen av landet, omkring 540 kilometer öster om regionhuvudstaden Ürümqi. Toppen på Karlik Shan är 3 718 meter över havet.
Runt Karlik Shan är det mycket glesbefolkat, med 5 invånare per kvadratkilometer. Trakten runt Karlik Shan består i huvudsak av gräsmarker.
Genomsnittlig årsnederbörd är 79 millimeter. Den regnigaste månaden är juni, med i genomsnitt 32 mm nederbörd, och den torraste är oktober, med 1 mm nederbörd.